# Presidenti del Piemonte
I presidenti della giunta regionale dal 1970 al 2000 erano eletti dal consiglio regionale. Dal 2000 l'elezione del presidente della Regione avviene per suffragio universale e diretto. 

## Elenco
| Nº                                                 | Presidente                                | Presidente                                | Presidente                                | Partito                                   | Giunta                                    | Composizione                              | Composizione                               | Mandato                                   | Mandato                                   | Legislatura                               |
| Nº                                                 | Presidente                                | Presidente                                | Presidente                                | Partito                                   | Giunta                                    | Composizione                              | Composizione                               | Inizio                                    | Fine                                      | Legislatura                               |
| Presidenti eletti dal Consiglio regionale          | Presidenti eletti dal Consiglio regionale | Presidenti eletti dal Consiglio regionale | Presidenti eletti dal Consiglio regionale | Presidenti eletti dal Consiglio regionale | Presidenti eletti dal Consiglio regionale | Presidenti eletti dal Consiglio regionale | Presidenti eletti dal Consiglio regionale  | Presidenti eletti dal Consiglio regionale | Presidenti eletti dal Consiglio regionale | Presidenti eletti dal Consiglio regionale |
| -------------------------------------------------- | ----------------------------------------- | ----------------------------------------- | ----------------------------------------- | ----------------------------------------- | ----------------------------------------- | ----------------------------------------- | ------------------------------------------ | ----------------------------------------- | ----------------------------------------- | ----------------------------------------- |
| 1                                                  |                                           |                                           | Edoardo Calleri (1927-2002)               | Democrazia Cristiana                      | Calleri I                                 |                                           | Centro-sinistra "organico" DC-PSI-PSDI-PRI | 23 luglio 1970                            | 9 marzo 1971                              | I (1970)                                  |
| 1                                                  | Calleri II                                | 9 marzo 1971                              | Edoardo Calleri (1927-2002)               | Democrazia Cristiana                      | 29 luglio 1971                            |                                           | Centro-sinistra "organico" DC-PSI-PSDI-PRI |                                           |                                           | I (1970)                                  |
| 1                                                  | Calleri III                               | 29 luglio 1971                            | Edoardo Calleri (1927-2002)               | Democrazia Cristiana                      | 15 marzo 1973                             |                                           | Centro-sinistra "organico" DC-PSI-PSDI-PRI |                                           |                                           | I (1970)                                  |
| 1                                                  | Calleri IV                                | 15 marzo 1973                             | Edoardo Calleri (1927-2002)               | Democrazia Cristiana                      | 21 dicembre 1973                          |                                           | Centro-sinistra "organico" DC-PSI-PSDI-PRI |                                           |                                           | I (1970)                                  |
| 2                                                  |                                           |                                           | Gianni Oberto Tarena (1902-1980)          | Democrazia Cristiana                      | Tarena                                    | 21 dicembre 1973                          | Centro-sinistra "organico" DC-PSI-PSDI-PRI | 21 luglio 1975                            |                                           | I (1970)                                  |
| 3                                                  |                                           |                                           | Aldo Viglione (1923-1988)                 | Partito Socialista Italiano               | Viglione I                                |                                           | Socialcomunismo PCI-PSI                    | 21 luglio 1975                            | 28 luglio 1980                            | II (1975)                                 |
| 4                                                  |                                           |                                           | Ezio Enrietti (1936-2020)                 | Partito Socialista Italiano               | Enrietti                                  |                                           | PCI-PSI-PSDI                               | 28 luglio 1980                            | 15 luglio 1983                            | III (1980)                                |
| (3)                                                |                                           |                                           | Aldo Viglione (1923-1988)                 | Partito Socialista Italiano               | Viglione II                               |                                           | Pentapartito DC-PSI-PSDI-PRI-PLI           | 15 luglio 1983                            | 1º agosto 1985                            | III (1980)                                |
| 5                                                  |                                           |                                           | Vittorio Beltrami (1926-2012)             | Democrazia Cristiana                      | Beltrami I                                |                                           | DC-PSI-PSDI-PRI-PLI                        | 1º agosto 1985                            | 30 luglio 1987                            | IV (1985)                                 |
| 5                                                  | Beltrami II                               | 30 luglio 1987                            | Vittorio Beltrami (1926-2012)             | Democrazia Cristiana                      | 25 luglio 1990                            |                                           | DC-PSI-PSDI-PRI-PLI                        |                                           |                                           | IV (1985)                                 |
| 6                                                  |                                           |                                           | Gian Paolo Brizio (1929-2008)             | Democrazia Cristiana                      | Brizio I                                  |                                           | DC-PSI-PSDI-PRI-PLI                        | 25 luglio 1990                            | 25 febbraio 1994                          | V (1990)                                  |
| 6                                                  | Partito Popolare Italiano                 | Brizio II                                 | Gian Paolo Brizio (1929-2008)             | 25 febbraio 1994                          | 7 giugno 1994                             |                                           | DC-PSI-PSDI-PRI-PLI                        |                                           |                                           | V (1990)                                  |
| 6                                                  | Partito Popolare Italiano                 | Brizio III                                | Gian Paolo Brizio (1929-2008)             |                                           | PPI-PDS-PSI-FdV-PR                        | 7 giugno 1994                             | 12 giugno 1995                             |                                           |                                           | V (1990)                                  |
| 7                                                  |                                           |                                           | Enzo Ghigo (1953-)                        | Forza Italia                              | Ghigo I                                   |                                           | Polo per le Libertà FI-AN-CCD-CDU          | 12 giugno 1995                            | 1º luglio 1998                            | VI (1995)                                 |
| 7                                                  | Ghigo II                                  | 1º luglio 1998                            | Enzo Ghigo (1953-)                        | Forza Italia                              | 17 aprile 2000                            |                                           | Polo per le Libertà FI-AN-CCD-CDU          |                                           |                                           | VI (1995)                                 |
| Presidenti eletti a suffragio universale e diretto |                                           |                                           |                                           |                                           |                                           |                                           |                                            |                                           |                                           |                                           |
| (7)                                                |                                           |                                           | Enzo Ghigo (1953-)                        | Forza Italia                              | Ghigo III                                 |                                           | Casa delle Libertà FI-LN-AN-UDC            | 17 aprile 2000                            | 27 aprile 2005                            | VII (2000)                                |
| 8                                                  |                                           |                                           | Mercedes Bresso (1944-)                   | Democratici di Sinistra                   | Bresso                                    |                                           | L'Unione PD-FdS-FdV-IdV-SDI                | 27 aprile 2005                            | 9 aprile 2010                             | VIII (2005)                               |
| 8                                                  | Partito Democratico                       |                                           | Mercedes Bresso (1944-)                   |                                           | Bresso                                    |                                           | L'Unione PD-FdS-FdV-IdV-SDI                | 27 aprile 2005                            | 9 aprile 2010                             | VIII (2005)                               |
| 9                                                  |                                           |                                           | Roberto Cota (1968-)                      | Lega Nord                                 | Cota                                      |                                           | PdL-LN                                     | 9 aprile 2010                             | 9 giugno 2014                             | IX (2010)                                 |
| 10                                                 |                                           |                                           | Sergio Chiamparino (1948-)                | Partito Democratico                       | Chiamparino                               |                                           | PD-SEL-SC-Mod                              | 9 giugno 2014                             | 6 giugno 2019                             | X (2014)                                  |
| 11                                                 |                                           |                                           | Alberto Cirio (1972-)                     | Forza Italia                              | Cirio I                                   |                                           | LSP-FI-FdI                                 | 6 giugno 2019                             | 21 giugno 2024                            | XI (2019)                                 |
| 11                                                 | Cirio II                                  |                                           | Alberto Cirio (1972-)                     | Forza Italia                              | FdI-CP-FI-LSP                             | 21 giugno 2024                            | in carica                                  | XII (2024)                                |                                           |                                           |

## Presidenti per durata complessiva
| N. | Presidente           | Giorni in carica |
| -- | -------------------- | ---------------- |
| 1  | Enzo Ghigo           | 3607             |
| 2  | Aldo Viglione        | 2582             |
| 3  | Alberto Cirio        | 2267             |
| 4  | Sergio Chiamparino   | 1823             |
| 5  | Vittorio Beltrami    | 1819             |
| 6  | Mercedes Bresso      | 1808             |
| 7  | Gian Paolo Brizio    | 1783             |
| 8  | Roberto Cota         | 1522             |
| 9  | Edoardo Calleri      | 1247             |
| 10 | Ezio Enrietti        | 1082             |
| 11 | Gianni Oberto Tarena | 577              |